# Sagrado Corazón de Jesús (Morropón)
Sagrado Corazón de Jesús es un caserío peruano ubicado en el distrito de Chulucanas, perteneciente a la provincia de Morropón del departamento de Piura, al norte del Perú. 

## Ubicación
Sagrado Corazón de Jesús se ubica al noroeste de la provincia de Morropón, en el distrito de Chulucanas, en el departamento de Piura.

## Demografía
En 2017 Sagrado Corazón de Jesús tenía una población de 190 habitantes.